# Cretoxyrhinidae
Cretoxyrhinidae là một họ cá mập tuyệt chủng. Các thành viên của họ này bao gồm Cretoxyrhina, một chi từ kỷ Creta, và Palaeocarcharodon, có thể là tổ tiên của cá mập trắng lớn và có lẽ cả Carcharocles megalodon, có thể là loài cá mập lớn nhất từng sống.